# Severn-Tunnel

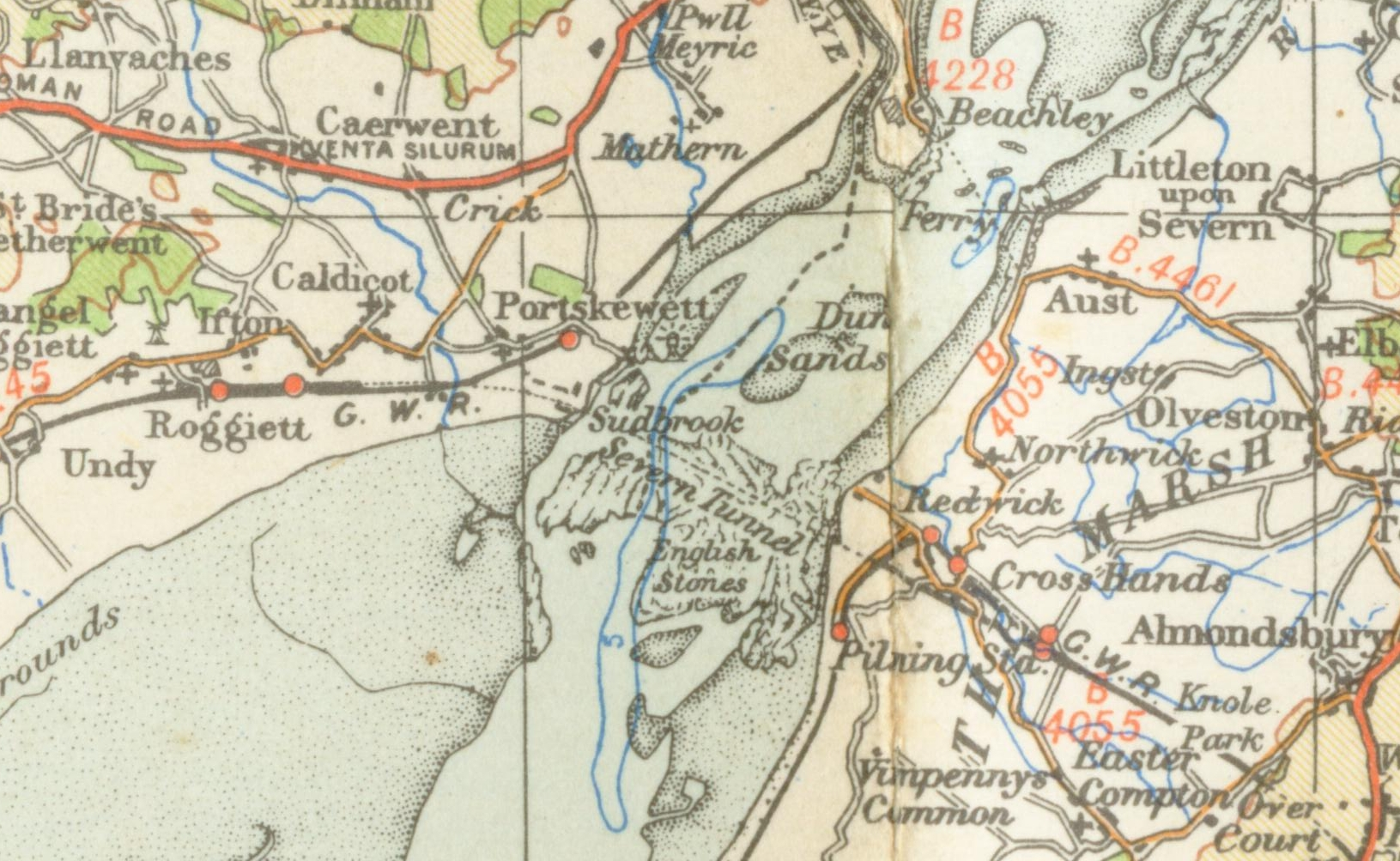
Karte aus dem Jahr 1946 mit dem Severn-Tunnel

Der Severn Tunnel (wal.: Twnnel Hafren) ist ein zweigleisiger Eisenbahntunnel an der South Wales Main Line unter der Mündung des Flusses Severn. Er verbindet South Gloucestershire im Westen Englands mit Monmouthshire in Südwales. Gebaut wurde er von 1873 bis 1886 durch die Great Western Railway. Seine Länge beträgt insgesamt 7008 m, davon befinden sich 3620 m unter der Flussmündung. Bei seiner Eröffnung war er der längste Eisenbahntunnel Großbritanniens und ist heute der drittlängste nach den zwei Londoner Tunnels der High Speed 1 mit 10 bzw. 7,5 km Länge.

## Planung
Vor dem Bau des Tunnels war das Gebiet um Bristol durch Fähren mit Südwales verbunden. Die Eisenbahn war zu einem langen Umweg über Gloucester gezwungen, alternativ konnten Passagiere und Fracht nur aufwendig verschifft werden. Auch die in der zweiten Hälfte des 19. Jahrhunderts in Wales stark zunehmende Kohleförderung erforderte neue Transportwege. Die Great Western Railway plante den Bau des Tunnels unter „The Shoots“, einer relativ schmalen, aber auch außergewöhnlich tiefen Stelle der Severn-Mündung. Dies erforderte eine für Eisenbahnen ungewöhnlich starke Neigung der Zufahrtsrampen, um auf die benötigte Tiefe zu kommen.

## Bau
Die Arbeiten am Tunnel begannen im März 1873 und schritten in den folgenden Jahren bis 1879 nur langsam voran. Im Oktober 1879 kam es auf der walisischen Seite zu einem großen Wassereinbruch („the Great Spring“), der aufgrund der geologischen Formation nicht richtig verschlossen werden konnte und die Arbeiten in den folgenden Jahren immer wieder verzögerte. Bei einer Springflut am 17. Oktober 1883 wurden die bereits teilweise fertiggestellten, aber noch nicht mit dem Tunnel verbundenen Zufahrten überflutet.
Wegen Pumpendefekten und nicht ausreichender Pumpleistung der vorhandenen Pumpen stand der Tunnel bzw. einzelne Segmente in der Bauphase mehrmals unter Wasser. Bei zwei Vorfällen drang das Wasser so schnell ein, dass die Arbeiter vorhandene Schleusen nicht mehr rechtzeitig verschließen konnten. Dieses wurde dann durch Einsatz von Tauchern bewerkstelligt, um den Wassereintrag aus den betroffenen Segmenten zu begrenzen. Bei diesen Taucheinsätzen kamen auch erstmals sogenannte Rebreather-Tauchgeräte zum Einsatz, da sich die Nachführung der bis dahin üblichen Atemschläuche wegen der Länge der zu durchtauchenden Strecke als problematisch erwies. Der Durchstich zur durchgängigen Tunnelröhre erfolgte am 17. Oktober 1884.
Materialeinsatz:
- 76.400.100 Ziegel
- 36.794 Tonnen Beton
- 250 Tonnen Tonite (ein Sprengstoff)

## Fertigstellung
Der Tunnel wurde 1885 fertiggestellt und am 9. Januar 1886 erstmals von einem Güterzug befahren. Der reguläre Betrieb konnte erst nach der Installation großer Pumpwerke aufgenommen werden, die das immer noch an diversen Stellen, aber vor allem aber an dem nie völlig abgedichteten Wassereinbruch von 1879 ständig einsickernde Wasser abpumpen mussten. Im September 1886 wurde der Tunnel schließlich für Güterzüge, ab Dezember auch für Personenzüge eröffnet. Der Tunnel verkürzte die Fahrzeit von London nach Cardiff um rund eine Stunde.

## Weitere Entwicklung
Die original dampfgetriebenen Pumpwerke wurden erst Anfang der 1960er-Jahre durch elektrische Anlagen ersetzt. Diese pumpen immer noch täglich bis zu 50.000 m³ Wasser aus dem Tunnel. Der Güterverkehr hat wegen der Schließung der meisten walisischen Kohlegruben stark abgenommen, der Tunnel ist aber weiterhin fester Bestandteil des britischen Eisenbahnnetzes.